# Mariaster
Mariaster is een geslacht van zeesterren uit de familie Goniasteridae.				

## Soort
- Mariaster giganteus (Goto, 1914)